# 六月廿四
六月廿四，农历六月第二十四天。

## 出生
- 东汉桓帝延熹三年，关羽。

## 节假日和习俗
- 關聖帝君俗稱關公或恩主公 ，在臺北市行天宮、礁溪協天廟、大溪普濟堂及各地關帝廟均會有盛大的祭祀和慶典，台灣民間信仰俗稱關公生。
- 火把节

## 其他内容
- 十斋日

## 参看
- 日历
- 六月廿二 - 六月廿三 - 六月廿四 - 六月廿五 - 六月廿六
- 五月廿四 - 六月廿四 - 七月廿四
- 正月 - 二月 - 三月 - 四月 - 五月 - 六月 - 七月 - 八月 - 九月 - 十月 - 十一月 - 腊月
- 公历6月24日